# Ordinary (Alex Warren)
Ordinary is een nummer van de Amerikaanse singer-songwriter Alex Warren uit 2025. Het is de zevende single van zijn debuutalbum You'll Be Alright, Kid (Chapter 1).

## Achtergrondinformatie
"Ordinary" is een popnummer waarin de liedverteller zingt hoe zijn geliefde de alledaagse dingen buitengewoon maakt. Het nummer is een hommage van Warren aan zijn vrouw Kouvr Annon. De zanger benadrukt de buitengewonde aard van hun relatie, en beschrijft hun liefde als zodanig bijzonder dat zelfs engelen er jaloers op zouden zijn. Voordat Warren beroemd werd, had hij niets en woonde hij in zijn auto. Annon koos ervoor om bij hem te blijven, zelfs als dat betekende dat ze bij hem in de auto moest slapen. Haar onwrikbare steun in deze moeilijke tijd werd de inspiratie voor "Ordinary". Het refrein van het nummer kent gospelinvloeden, waarvoor Warren zich liet inspireren door zijn christelijk geloof.
Het nummer leverde Warren wereldwijd een enorme hit op, met nummer 1-noteringen in diverse landen, ook in de Nederlandse Top 40. In zowel de Amerikaanse Billboard Hot 100 als de Vlaamse Ultratop 50 bereikte het nummer de 2e positie.

## Tracklijst
Muziekdownload
1. "Ordinary" - 3:06

## Hitnoteringen

### Ultratop 50 Vlaanderen
| Hitnotering: 22-02-2025-... | Hitnotering: 22-02-2025-... | Hitnotering: 22-02-2025-... | Hitnotering: 22-02-2025-... | Hitnotering: 22-02-2025-... | Hitnotering: 22-02-2025-... | Hitnotering: 22-02-2025-... | Hitnotering: 22-02-2025-... | Hitnotering: 22-02-2025-... | Hitnotering: 22-02-2025-... | Hitnotering: 22-02-2025-... | Hitnotering: 22-02-2025-... | Hitnotering: 22-02-2025-... | Hitnotering: 22-02-2025-... | Hitnotering: 22-02-2025-... | Hitnotering: 22-02-2025-... | Hitnotering: 22-02-2025-... | Hitnotering: 22-02-2025-... | Hitnotering: 22-02-2025-... | Hitnotering: 22-02-2025-... |
| Week:                       | 1                           | 2                           | 3                           | 4                           | 5                           | 6                           | 7                           | 8                           | 9                           | 10                          | 11                          | 12                          | 13                          | 14                          | 15                          | 16                          | 17                          | 18                          |                             |
| --------------------------- | --------------------------- | --------------------------- | --------------------------- | --------------------------- | --------------------------- | --------------------------- | --------------------------- | --------------------------- | --------------------------- | --------------------------- | --------------------------- | --------------------------- | --------------------------- | --------------------------- | --------------------------- | --------------------------- | --------------------------- | --------------------------- | --------------------------- |
| Positie:                    | 6                           | 12                          | 7                           | 5                           | 3                           | 3                           | 3                           | 3                           | 2                           | 3                           | 3                           | 2                           | 2                           | 1                           | 1                           | 2                           | 1                           | 2                           |                             |
| Week:                       | 19                          | 20                          | 21                          | 22                          | 23                          | 24                          | 25                          | 26                          |                             |                             |                             |                             |                             |                             |                             |                             |                             |                             |                             |
| Positie:                    | 2                           | 3                           | 3                           | 3                           | 2                           | 3                           | 2                           | 5                           |                             |                             |                             |                             |                             |                             |                             |                             |                             |                             |                             |